# Municipio de Unión de San Antonio
El municipio de Unión de San Antonio es uno de los 125 municipios en que se encuentra dividido el estado mexicano de Jalisco. Se ubica en la región de los Altos Norte y su cabecera municipal es la localidad homónima.
Fue parte de la provincia de Guadalajara (actual Aguascalientes y Jalisco) en el Reino de Nueva Galicia por casi 300 años.
Es parte de la macrorregión del Bajío, específicamente del Bajío Norponiente. Limita con los municipios de Jalisco: Lagos de Moreno, San Diego de Alejandría y San Juan de los Lagos; y por su lado oriente con el estado de Guanajuato con la "ZML" (Zona Metropolitana de León) misma que ya ha extendido su mancha urbana a este municipio y esta próximo a alojar zonas habitacionales de la mancha urbana de la ciudad guanajuatense de Purísima del Rincón[cita requerida]

## Toponimia
El pueblo que llegó a conocerse como "La Unión", surgió a lado de una presa y otro en el punto en el que "se unían" dos caminos reales, de ahí su nombre, uno que iba de oriente a poniente- de la Villa de León al pueblo de Nuestra Señora de San Juan -, y otro de norte a sur- de Santa María de los Lagos a la Hacienda de Xalpa. La denominación de "Adobes", obedeció a una población en España con el mismo nombre y uno de los fundadores le puso porque recordaba a una mujer que vivía en la misma; posteriormente, al edificarse la primera capilla administrada por Franciscanos, se asignó a la advocación de San Antonio de Padua; lo que ha dado lugar a todo el cambio y variedad histórica de sus nombres.

## Historia

### Historia y población
Los primeros pueblos que habitaron la región fueron las naciones chichimecas, nombre que daban los mexicas a un conjunto de pueblos originarios que habitaban el centro y norte del país.
Las bajas que tuvieron los conquistadores españoles en la región debido a los ataques Chichimecas, los condujeron a contestar con una táctica bélica de etnocidio. Llevaron a los Altos de Jalisco a milicianos rurales castellanos, algunos de ellos de ascendencia francesa, conducidos en la alta Edad Media para repoblar el centro de España. No obstante igualmente los hubo portugueses, italianos y oriundos de Flandes, que con anterioridad habían luchado contra turcos y moros. 
Estos soldados campesinos se establecieron con patrones de propiedad privada y con una ideología católica, mezclándose con algunos Chichimecas que habían quedado.
Los primeros pobladores fueron de raza tolteca, raza que permaneció casi un siglo, después llegaron las tribus Nahuatlacas que procedían del mismo rumbo que los toltecas. Esta región la encontraron las huestes conquistadoras de Pedro Almíndez Chirinos quien servía a Nuño de Guzmán. El poblado se fundó entre los años 1770-1771 cuando se establecieron en el lugar, entonces denominado La Estancita, dos familias españolas de apellido González de Ruvalcaba y Gutiérrez de Hermosillo que procedían de Jalostotitlán y Lagos. Posteriormente se conoció el sitio por Congregación de los Adobes, mudando luego de nombre por el de Unión ya que concurrían varios caminos al mismo lugar. Con posterioridad se le agregó "de San Antonio" por una imagen de este santo que fue hallada en el camino a Lagos. La primera capilla se construyó a principios del siglo XIX siendo la parroquia en la actualidad. La construcción del edificio destinado a la presidencia se llevó a cabo a fines del siglo XVII. El decreto del 31 de marzo de 1835 menciona la existencia de Unión de San Antonio de los Adobes y en 1845 se establece ayuntamiento en esa congregación.

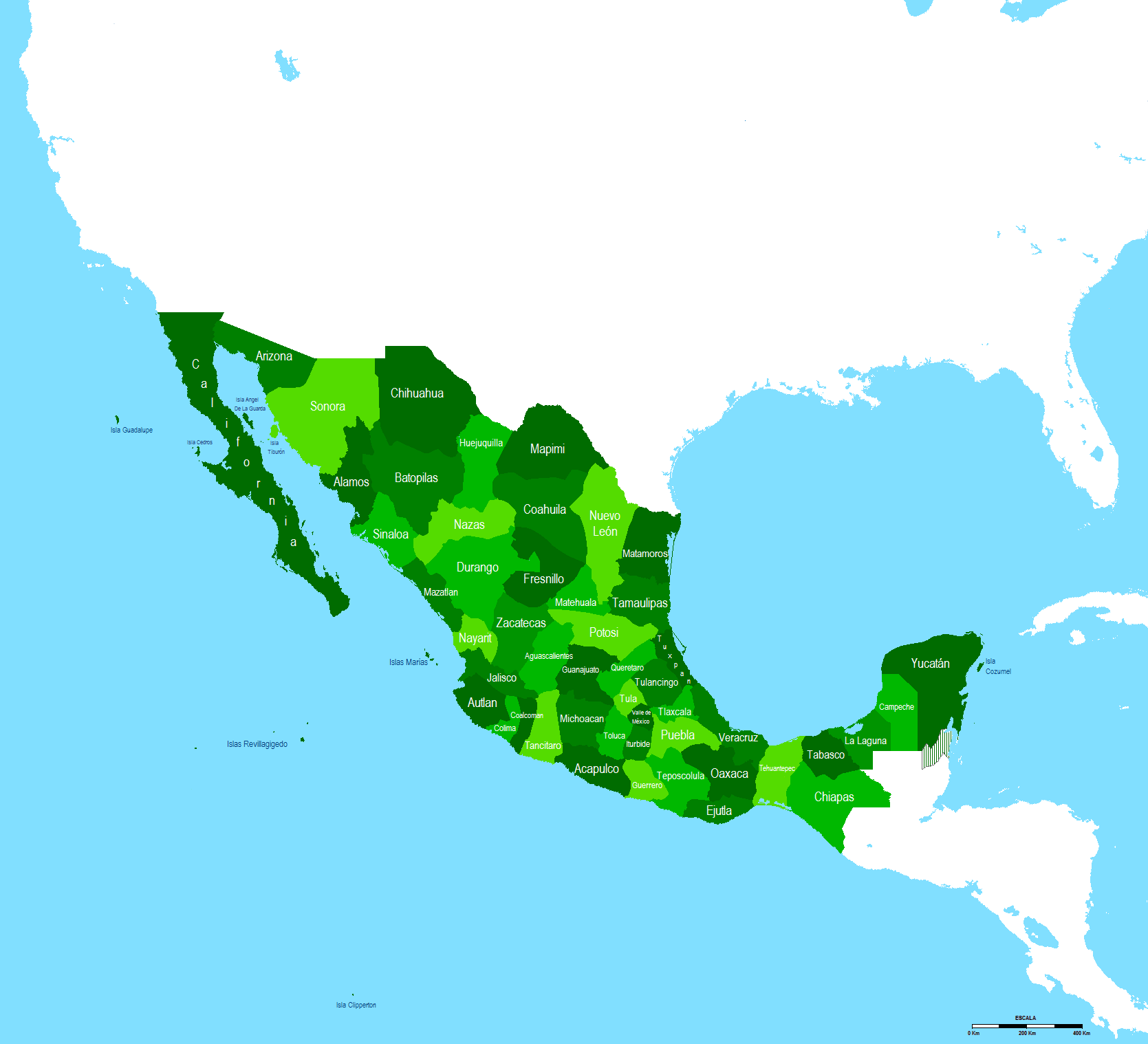
Aguascalientes y Altos de Jalisco durante el gobierno de Maximiliano.

### Hechos históricos
| Año     | Suceso |
| ------- | --- |
| 1529    | El capitán español Pedro Almíndez Chirinos llegó a esta región.                                                                                |
| 1732    | En algunos archivos eclesiásticos de Santa María de los Lagos ya se hace referencia a la existencia de Congregación de los Adobes como vecino. |
| 1770/71 | Se funda la población con el nombre de La Estancita                                                                                            |
| 1823    | San Antonio Adobes ya se menciona como ayuntamiento.                                                                                           |
| 1835    | Plebilli llega |

## Descripción geográfica

### Ubicación
Unión de San Antonio se localiza al noreste de Jalisco, en las coordenadas 21° 02' 30" a los 21º 17' 00" de latitud norte y 101° 27' 50" a los 101° 51' 50" de longitud oeste; a una altitud de 1920 metros sobre el nivel del mar.
El municipio colinda al norte con los municipios de San Juan de los Lagos y Lagos de Moreno; al este con el municipio de Lagos de Moreno y León; al sur con el estado de Guanajuato y los municipios de San Diego de Alejandría y San Julián; al oeste con los municipios de San Julián y San Juan de los Lagos.

### Localización en elBajío Occidental

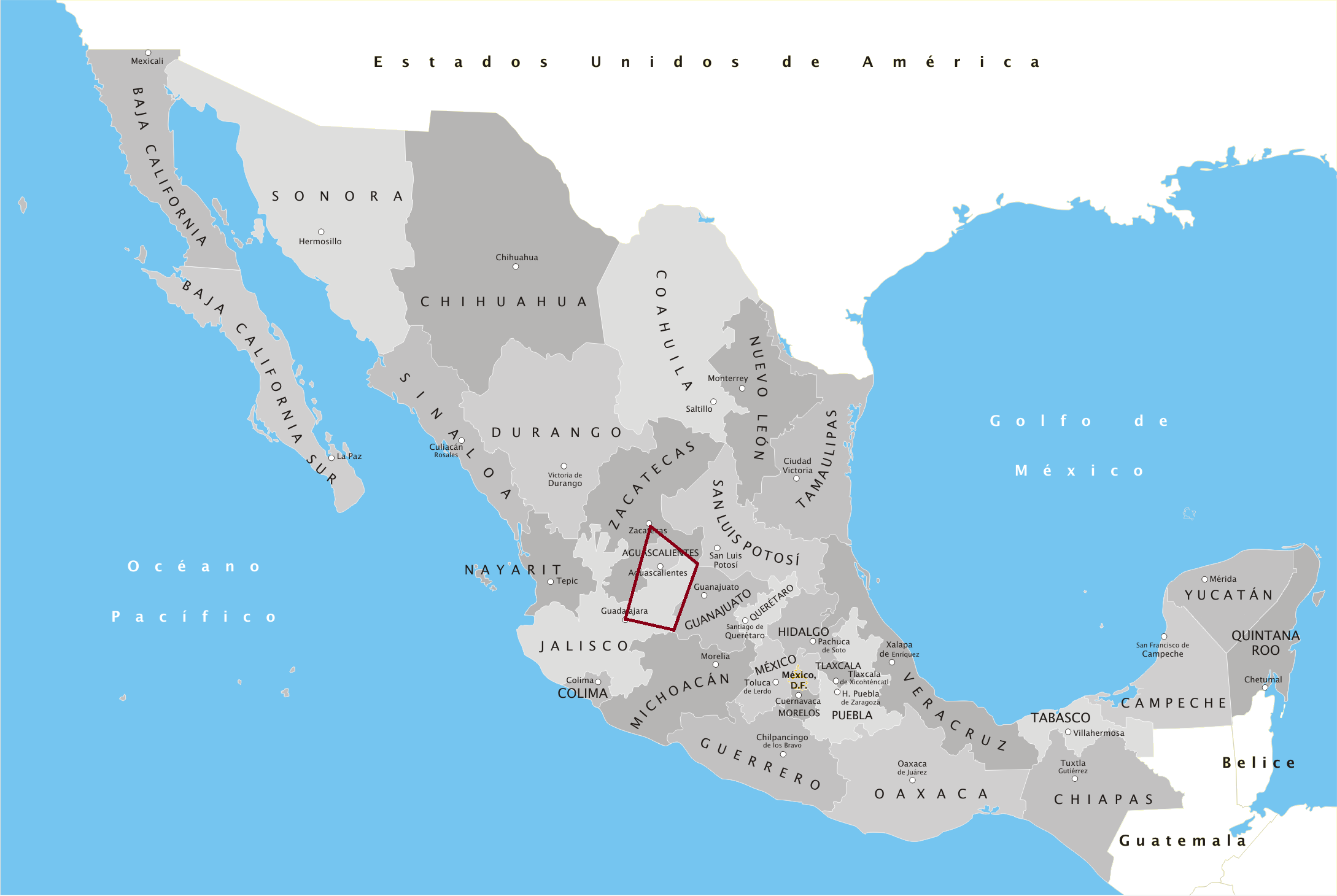
Ubicación aproximada del Bajío Occidental

El Bajío Occidental es una subregión del Bajío Mexicano que alberga las tierras al norte y occidente de dicho territorio. Incluye partes del estado de Aguascalientes, Zacatecas, los Altos de Jalisco y llega en su extremo oeste a la ciudad de Guadalajara. El crecimiento económico de la región es comparado al de las potencias asiáticas.

### Orografía
Los terrenos del municipio pertenecen al período terciario, y están compuestos por rocas sedimentarias, caliza, rocas ígneas extrusivas, riolita, andesita, basalto, toba y brecha volcánica.
La mayor parte de su superficie está conformada por zonas semiplanas (68 %), se localizan al norte, noroeste y oeste de la cabecera municipal, formadas por alturas de 1900 a 2000 m s. n. m.; casi una tercera parte está conformada por zonas planas (28 %) que se encuentran en casi todo el municipio, con alturas de los 1990 metros, y sólo una porción muy pequeña (4 %) son zonas accidentadas, que se localizan al norte, este y oeste de la cabecera municipal, formadas por alturas que van de 1800 a 2200 m s. n. m.

#### Suelos
Los suelos del municipio se catalogan en 3 diferentes grupos: las partes más altas están conformadas por vertisol pélico, adicionado en algunas partes con feozem háplico. También se encuentran suelos planosol agregados con vertisol pélico; hay también, aunque en menos proporción, suelos litosol agregados a feozem háplico y, por último, los cauces del río y arroyos existentes en el municipio tienen luvisol órtico, generalmente con texturas finas y medias y con terreno plano o ligeramente ondulado. La mayor parte del suelo tiene un uso agrícola. La tenencia de la tierra corresponde, en su mayoría, a la propiedad privada, y en un porcentaje más bajo a la propiedad ejidal.

### Hidrografía
Sus recursos hidrológicos son proporcionados por el río Lagos, y por los arroyos de temporal: el Molino, Culebra, Malpaso, El Soyate, Primavera, Los Muertos, Vizcaíno, San Francisco, Carrizo, San Julián, Jalpilla, La Cañada, San Juan de Dios y San Román. Existen las presas de El Caliche, Tlacuitapan, San Antonio, La Garza, El Ranchito y el Corral Blanco.

### Clima
El clima del municipio es semiseco con invierno y primavera secos y semicálido con invierno benigno. La temperatura media anual es de 18.2 °C, y tiene una precipitación media anual de 624.6 milímetros con régimen de lluvia en los meses de junio a octubre. Los vientos dominantes son en dirección oeste a este. El promedio de días con heladas al año es de 13.

### Flora y fauna

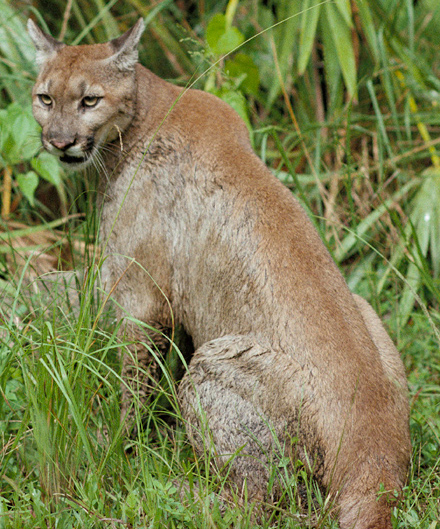
El puma habita en el municipio.

El municipio cuenta con 2,100 hectáreas de bosque. Su vegetación se compone básicamente de nopal, cactus, maguey, matorrales espinosos: huizache, pitahayo, mezquite y hozote.
La fauna está formada por gato montés, tlacuache, puma, venado, coyote, conejo, topo, liebre, ardilla, zorrillo, armadillo y tejón.

## Demografía

### Localidades
En el censo de 2020 el municipio de Unión de San Antonio contaba con 137 localidades.
| Código INEGI      | Localidad            | Población (2020) |
| ----------------- | -------------------- | ---------------- |
| 141090001         | Unión de San Antonio | 8 737            |
| 141090011         | San José del Caliche | 1 293            |
| 141090120         | Tlacuitapan          | 1 207            |
| Otras localidades | Otras localidades    | 7 832            |
| Total municipal   | Total municipal      | 19 069           |

## Infraestructura

### Salud y vivienda
La atención a la salud es prestada en el municipio por la Secretaría de Salud del gobierno estatal y el Instituto Mexicano del Seguro Social (IMSS). El bienestar social es atendido en sus diferentes vertientes por el Sistema para el Desarrollo Integral de la Familia (DIF), a través del comité municipal.
La tenencia de la vivienda es fundamentalmente privada. Cuenta con los servicios de energía eléctrica, agua entubada y drenaje solamente en la cabecera municipal y algunas de las principales localidades. El tipo de construcción es con base de concreto, ladrillo, adobe, tabique o teja.

### Servicios
El municipio ofrece a sus habitantes los servicios de alumbrado público, rastros, cementerio, vialidad, aseo público, seguridad pública y tránsito, parques, jardines y centros deportivos. Existen tiendas de abarrotes y comercios al por menor que se distribuyen en el municipio.

### Medios y vías de comunicación
Cuenta con correo, telégrafo, teléfono, fax, telefonía celular, señales de radio y televisión (provenientes de León, Guanajuato) radiotelefonía e internet de banda ancha.
La transportación terrestre se realiza a través de las carreteras estatales y federales, la estatal Lagos, Unión, San Diego y la Federal carretera federal N.º 80 Lagos de Moreno a Guadalajara, desviación de Tlacuitapan, San Antonio de la Garza, Unión de San Antonio. Cuenta con la carretera Unión, San José del Caliche, Estación Pedrito y GuanaJal de 18 km. y una red de caminos revestidos, de terracería y caminos rurales saca cosechas que comunican las localidades. La transportación aérea se lleva a cabo a través del Aeropuerto "Francisco Primo de Verdad y Ramos" que se encuentra en el límite con el municipio de Lagos de Moreno. La transportación terrestre foránea se efectúa en autobuses directos y de paso. La transportación urbana no existe y la rural se lleva a cabo en vehículos de alquiler y particulares.

## Economía
- Agricultura

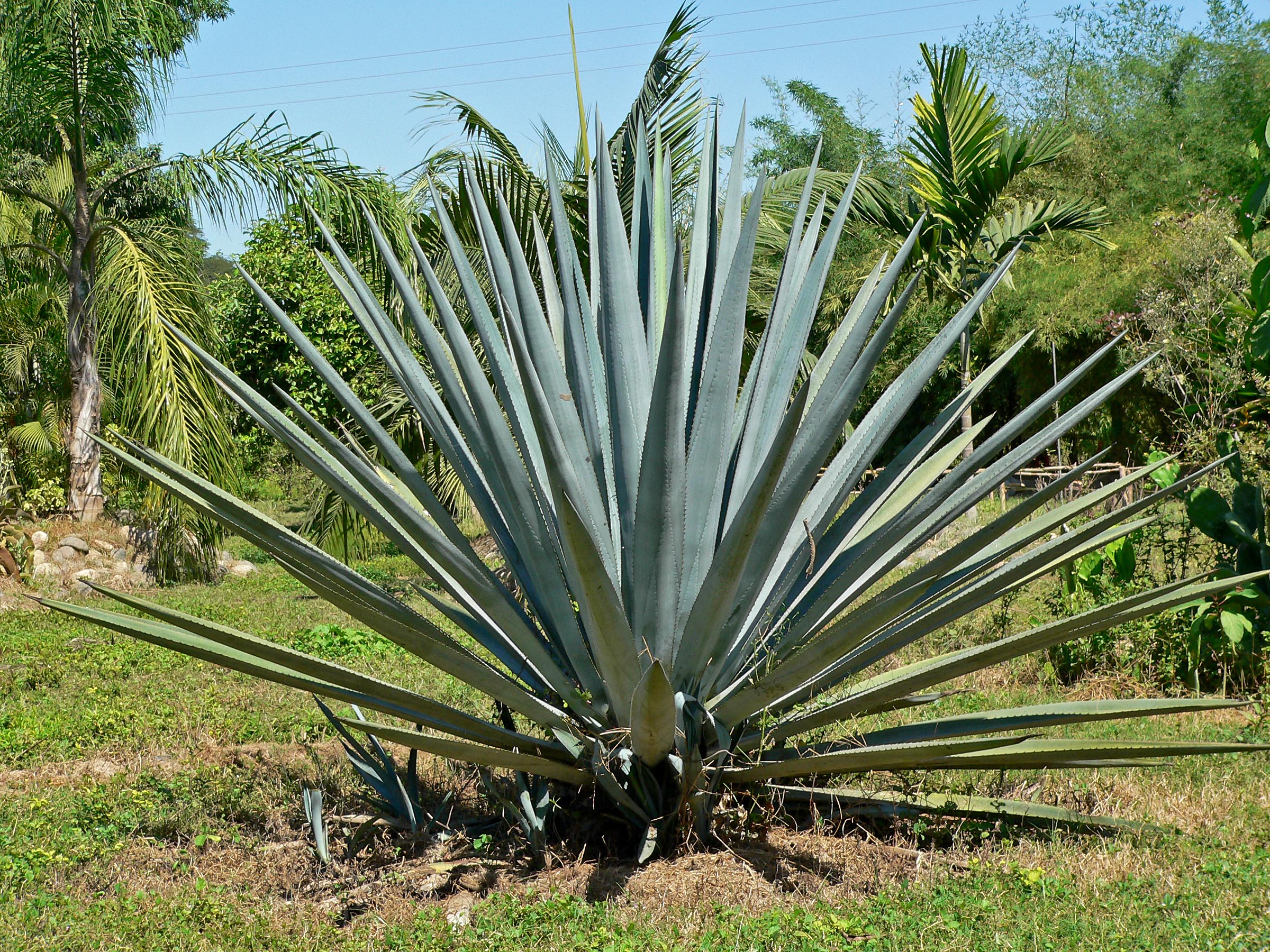
Agave.

De los cultivos locales destacan maíz, trigo, alfalfa, agave, avena y árboles frutales como: durazno, limón.
- Ganadería

Se cría ganado bovino, porcino, ovino, caprino y equino. Además de colmenas.
- Pesca

La pesca se lleva a cabo en la presa de Tlacuitapan, en el río San Antonio y en algunos aguajes; se captura bagre y carpa.
- Turismo

Cuenta con atractivos como son el templo parroquial de San Antonio construido a mediados del siglo XIX; el templo del Señor de la Misericordia, la Plaza Independencia, centro ecológico La Turicata y el zoológico El Pedregal.
- Comercio

Predominan los giros dedicados a la venta de productos de primera necesidad y los comercios mixtos que venden artículos diversos.
- Servicios

Se prestan servicios financieros, profesionales, técnicos, comunales, sociales, turísticos, personales y de mantenimiento.
- Industria

Se cuentan con maquiladoras de pespunte de calzado, elaboración de suelas, procesamiento de leche con la elaboración de diversos productos lácteos, entre los cuales destacan la elaboración de quesos tales como el asadero, oaxaca, morral, chihuahua, fresco, panela y requesón.

## Cultura
Cuenta con una infraestructura dotada de plaza cívica, parques, jardines, casa de la cultura, biblioteca y centros recreativos.

### Arquitectura
El Templo del Señor San Antonio se construyó en la segunda mitad del siglo XIX, fue reconstruido en 1905. Otras construcciones de carácter religioso que destacan son: el Templo del Señor de la Misericordia que funge cómo la actual parroquia , El Santuario de la Virgen de Guadalupe, El Templo del Sagrado Corazón de Jesús, El Templo de Santo Tomás, el Templo de San Agustín y el Templo de San José Obrero, todos en la cabecera municipal. En el área rural esta la Capilla de Santa Teresa, el Vizcino, El Lobo, Tlacuitapan, La primavera, El Saltillo, San Judas Tadeo, San José del Caliche y San Pedro de Estación Pedrito, entre otros. Destaca la cúpula y torre de la parroquia del Señor de la Misericordia por su majestuocidad
En cuanto a obras de tipo civil son muy apreciadas en el municipio: una columna construida en la esquina suroeste de la plaza principal y que data de 1886; la plaza Independencia,la Hacienda de Vallado. Los Arcos y su calzada, la Plaza Milenio, Plaza Juan Pablo II, Parque Verde Manuel J. Clouthier, Parque ecológico la Turicata, el Parque Idolina Gaona conocido como la Alcantarilla (remodelado en 2016), la Deportiva Municipal, Las instalaciones de la Feria (ahora utilizadas para uso exclusivo del municipio), La Unidad Deportiva de "El Cerrito", la Unidad Básica de Rehabilitación UBR... entre otras.
Diversas han sido las obras de ingeniería civil que se han realizado a lo largo de los años sin dejar atrás a las Delegaciones y las comunidades rurales.

### Fiestas
Fiestas religiosas
	•	Fiestas de mayo en Honor al Señor de la Misericordia (Nuevo Santo Patrono de la comunidad católica del municipio).
	•	Fiesta en honor a San Antonio de Padua (Antiguo Santo Patrono de la comunidad parroquial y no menos importante). (13 de junio)
	•	Calles Compuestas (Se realizan días antes del 12 de diciembre para conmemorar a la Virgen de Guadalupe).
	•	Fiesta en honor a la Santísima Virgen de Guadalupe (12 de diciembre).
Fiestas civiles
	•	Fiestas Patrias (por lo general comienzan la última semana de agosto y terminan días después del 16 de septiembre tras celebrar un año más de independencia de nuestro país).
En estas se realizan actividades culturales, exposiciones gastronómicas, culturales, artesanales, de arte, bailables, concursos de diversos tipos, conciertos de artistas reconocidos en el Teatro del Pueblo así como presentaciones de grupos culturales de la región.
	•	Festival del Globo de los Altos.
Se realiza el fin de semana previo a Navidad, comenzando con un magnífico desfile inaugural. Los días posteriores hay elevación de Globos aerostáticos, actividades culturales, deportivas, ambiente familiar y por la noche conciertos,  las "noches mágicas" tienen un espectáculo visual muy interesante. Este 2019 será su cuarta edición en la cual se esperan grandes sorpresas.

### Leyendas
Cuenta una leyenda que el actual nombre del municipio se debe a que en el camino que conducía a Lagos de Moreno se encontró una imagen de San Antonio, la cual fue adoptada para su veneración en el poblado.

### Tradiciones y costumbres
El jueves de la Ascensión a las 12 del día llegan a la población diversas peregrinaciones procedentes de algunas localidades como El Ocote, La Troje, El Caliche, Lourdes, entre otras. Los devotos portan flores y lanzan cohetes, y se acompañan con música. Por la tarde se verifica un desfile de carros alegóricos. Otra tradición es los famosos "cantaritos" en septiembre, donde los ciudadanos y personas de otros lugares se divierten.

### Gastronomía
De la gastronomía del municipio destacan la birria, pozole, mole rojo, las famosas suegras de Reyes, se dice que solo en la Unión puede un adulto cenar rico y abundante con $ 20.00 pesos los tacos dorados por las noches con salchichas y chorizos, la birria ; de sus dulces el jamoncillo, encurtidos, cajetas y conservas; y de sus bebidas el mezcal.

### Artesanías
Se realizan trabajos artesanales como: huaraches, sombreros y prendas tejidas. También se elabora el traje de charro.

## Deporte
El deporte principal de Union de San Antonio es la charrería ya que la mayoría de los eventos son basados en la charreria. El municipio cuenta con centros deportivos que cuentan con instalaciones adecuadas para la práctica de diversos deportes, como: fútbol, voleibol, basquetbol y juegos infantiles, se tiene instalaciones de alberca semi-olímpica y fosa de clavados, y varios lienzos charros donde se practica la charrería.

## Religión
La religión que predomina es la católica, aunque en los últimos años se ha ido diversificando debido al aumento de población y migración de personas del territorio nacional y extranjeros con otro tipo de religiones. 
El Señor de la Misericordia es el Santo Patrono y se venera en el Templo Parroquial (aunque anteriormente el Santo Patrono era San Antonio de Padua, mismo por el que el municipio pasó de ser Unión de los Adobes a Unión de San Antonio y se veneraba en el Templo del Sr. San Antonio ubicado a un costado del Templo Parroquial nuevo). 

## Administración
El municipio se integra por la cabecera municipal (Unión de San Antonio), por 3 delegaciones (Tlacuitapan, Estación Pedrito y Saucillo de primavera) y por 160 localidades, las más pobladas son: Las Agrillas, Las Agujas, Las Ardillas, Arroneras de Lourdes, Arroyo Azul, Arroyo Hondo, Cantarranas, Carreón (Carrión), La Florida, Palo Alto de Padilla, La Fortuna, Las Grullas, Cañada de Infante, Cañada de Mena, El Cedro, San José de Corralitos, San José de Gordoa, San José de las Palmas, San José del Caliche, San José el Alto, Santa Anita, Santa Cruz, Santa Elena, Santa Teresa, Santa Teresa, Santo Domingo, Charco Largo (Las Palmas), Charco Redondo de los Padilla (Fátima), Churintzio (Churincio), Corral Blanco, Los Cuartos (Los Cuartos de Primavera), La Cuchilla, Ejido Las Palmas y Ejido San Salvador.

### Presidentes municipales
A continuación se presenta una lista de los alcaldes del Municipio:
| Alcalde                                       | Periodo   |
| --------------------------------------------- | --------- |
| Hilarión Gutiérrez González                   | 1873      |
| Julian González de Anda                       | 1926      |
| Enrique González González                     | 1927      |
| J. Gertrudis Pálos Moreno                     | 1956-1958 |
| Juan Francisco González González              | 1959-1961 |
| Jesus Arturo Romo González                    | 1962-1964 |
| Francisco Javier Pálos Moreno                 | 1965-1967 |
| Hilarión Gutiérrez Olivares                   | 1968-1970 |
| Santiago H. González González                 | 1971-1973 |
| Manuel Martínez Morales                       | 1974-1976 |
| Raúl Jiménez Sánchez                          | 1977-1979 |
| José de Jesús Arrieta Cornejo                 | 1980-1982 |
| Jesús Antonio Herrera González                | 1983-1985 |
| José Antonio Andrade Moreno                   | 1986-1988 |
| Julián González Muñoz                         | 1989-1992 |
| Francisco Javier Arrieta García               | 1992-1994 |
| Francisco Javier Ambriz Ávila                 | 1994-1995 |
| Felipe González Muñoz                         | 1995-1997 |
| David Mendoza Pérez                           | 1998-2000 |
| Hector Gozàlez Gonzàlez (interino)            | 2000      |
| Felipe González Muñoz                         | 2001-2003 |
| David Mendoza Pérez                           | 2004-2006 |
| José Herón Gutiérrez Reynoso                  | 2007-2009 |
| Jesús Hurtado González                        | 2010-2012 |
| José de Jesús Hurtado Torres                  | 2012-2015 |
| Mercedes Gutiérrez Magaña Presidenta Interina | 2015      |
| Julio César Hurtado Luna                      | 2015-2018 |
| Julio César Hurtado Luna                      | 2018-2021 |